# Masataka Sakamoto
Masataka Sakamoto (Saitama, 24 de fevereiro de 1978) é um futebolista japonês.